# Ericthonius tacitus
Ericthonius tacitus is een vlokreeftensoort uit de familie van de Ischyroceridae. De wetenschappelijke naam van de soort is voor het eerst geldig gepubliceerd in 1988 door Moore.